# Willi Domgraf-Fassbaender
Willi Domgraf-Fassbaender (Aquisgrà, 19 de febrer de 1897- Nuremberg, 13 de febrer de 1978) va ser un baríton alemany famós per les seves interpretacions de Fígaro, Comte Almaviva, Rigoletto, Wolfram, Papageno, Don Giovanni, Comte Lluna, Renato, Escamillo, Comte Liebenau, Orest, Scarpia, Marcello, Amfortas, Wolfram i Hans Sachs.
Nomenat Kammersänger va tenir àmplia actuació a Aquisgrà, Düsseldorf i Stuttgart, va ser membre de la Staatsoper Unter den Linden (1928-1946) i la Wiener Staatsoper i va cantar en el Festival de Salzburg amb Arturo Toscanini (1937) i Festival de Glyndebourne sota les ordres de Fritz Busch.
La Temporada 1929-1930 va cantar al Gran Teatre del Liceu de Barcelona.
Va fer diverses pel·lícules entre elles Die verkaufte Braut amb Jarmila Novotná. Es va casar amb l'actriu Sabine Peters amb qui va tenir la seva única filla, la celebrada mezzosoprano Brigitte Fassbaender. Es va retirar el 1954 i es va dedicar a l'ensenyament a Nuremberg.

## Biografia
Fassbaender va estudiar a Aquisgrà amb Felix Knubben així com a Berlín amb Jacques Stückgold i Paul Bruns i finalment a Milà amb el tenor Giuseppe Borgattis. Va fer el seu debut el 1922 a Aquisgrà al Stadttheater local com el Comte Almaviva a Les noces de Fígaro.
De 1923 a 1925 Va treballar a la Städtische Opernhaus de Berlín, de 1925 a 1927 a l'Òpera de Düsseldorf i de 1927 a 1928 a la Staatsoper Stuttgart. En el període de Stuttgart, Fassbaender va afegir el sobrenom de "Domgraf" al seu cognom a causa de la freqüent confusió amb el seu col·lega Wilhelm Fassbinder.
Per recomanació de Richard Tauber, el 1928 es va comprometre a la "Staatsoper Unter den Linden" de Berlín, on va ser membre permanent del conjunt fins al 1948. Després que els nacionalsocialistes "prengueren el poder" esdevingué membre del NSDAP el maig de 1933. El 1944 va estar a la llista de persones dotades per Déu del Ministeri d'Il·lustració Pública i Propaganda del Reich. Després d'acabar el seu compromís amb Berlín, primer es va traslladar a Hannover i després va anar a Nuremberg, on va treballar com a director superior (1953-1962) i director als teatres municipals; El 1964 es va fer càrrec de la classe d'òpera i cant del Conservatori Meistersinger.
Actuacions convidades, per al Festival de Glyndebourne, al Festival de Salzburg i al Festival de Bregenz així com a l'Òpera Estatal de Viena i a la Scala de Milà, el van donar a conèixer internacionalment. Willi Domgraf-Fassbaender va tenir un èxit particular com a intèrpret de Mozart, Wagner i Verdi. Va ser considerat un dels principals barítons lírics alemanys del seu temps. També se'l coneixia sovint com el baríton més italià d'Alemanya. Segons les seves pròpies declaracions, va aconseguir els seus majors èxits com a Figaro (Le nozze di Figaro) i Guglielmo (Così fan tutte), que va cantar sota la batuta d'Otto Klemperer a l'Òpera Kroll i també al Festival de Glyndebourne els anys 1934 i 1935. sota la batuta de Fritz Busch. El 1937 va debutar al Festival de Salzburg com Papageno a La flauta màgica de Mozart. També va tenir èxit en papers de compositors d'òpera italians i francesos, com Rigoletto, Escamillo (Carmen), Scarpia (Tosca), Tonio (Pagliacci), Sharpless (Madame Butterfly), Ford (Falstaff), Marcello (La Bohème) o com a Charles Gerard (Andrea Chenier). Els companys més freqüents van ser el tenor danès Helge Rosvaenge i la soprano romanesa (Moldàvia) Maria Cebotari.
El versàtil repertori de l'artista incloïa operetes i pel·lícules d'èxit, així com lieder (partners de piano: Hubert Giesen, Michael Raucheisen), i també es va convertir en un actor de cinema d'èxit. A la pel·lícula The Bartered Bride (La núvia venuda) basada en l'òpera homònima de Bedřich Smetana, la primera adaptació cinematogràfica d'òpera alemanya de la història, va cantar el rol de Hans, encara que aquest paper estava pensat en realitat per a un tenor.
Willi Domgraf-Fassbaender també era un professor de cant molt sol·licitat. Els seus alumnes inclosos Rita Streich, Erwin Wohlfahrt i la seva filla, la mezzosoprano Brigitte Fassbaender.
Es va casar tres vegades, primer amb Mathilde Maria Henriette Reiff, després amb Ilse Berta Emma Seeger i finalment amb l'actriu Sabine Peters. D'aquest matrimoni neix la filla Brigitte Fassbaender, nascuda l'any 1939, que després esdevingué una important mezzosoprano.

## Discografia
- Johann Strauss: Die Fledermaus, amb Robert Philipp, Marie Dietrich, Adele Kern, Egon Jordan; Dirigent: Franz Lehár, Enregistrament general de Viena 1942, Bel Age Records.
- Wolfgang Amadeus Mozart: La flauta màgica (amb Helge Rosvaenge), Dirigent: Arturo Toscanini, Viena 1937 (Line Music rem. 2002).[9] Enregistrament en directe del 30 de juliol de 1937 al Festival de Salzburg.
- Wolfgang Amadeus Mozart: Così fan tutte (Glyndebourne Festival 1935), 2 CDs, Naxos 2004.
- Giacomo Puccini: La Bohème (Fragments en alemany, 1942), 1 CD, Andromeda 2006.
- Othmar Schoeck: Das Schloß Dürande op. 53 (Berliner Staatsoper 1943), 2 CDs, Line Music 2014.
- Carl Orff: Oedipus der Tyrann (1959), 2 CDs, Myto 2010.
- The Art of Willi Domgraf-Fassbaender (Aufnahmen 1928–1933), 2 CDs, AAD 1996.
- Willi Domgraf-Fassbaender: Melodies populars, èxits cinematogràfics, operetes i àries en enregistraments originals 1927–1935, 1 CD, RV 2000.

## Filmografia (selecció)
- 1932: Der Sieger
- 1932: Die verkaufte Braut[10]
- 1932: Theodor Körner[11]
- 1933: Ich will Dich Liebe lehren/ L'home que no pot dir que no (versió en francès)
- 1934: Aufforderung zum Tanz. Der Weg de Carl Maria von Weber[12]
- 1938: Ein Lied von Liebe (Una cançó d'amor)[13]
- 1940: Lauter Liebe (tot l'amor)
- 1949: Les noces de Fígaro[14]